# Езанатоља
Езанатоља (итал. Esanatoglia) насеље је у Италији у округу Мачерата, региону Марке.
Према процени из 2011. у насељу је живело 1720 становника. Насеље се налази на надморској висини од 446 м.

## Становништво
| 1936. | 1951. | 1961. | 1971. | 1981. | 1991. | 2001. | 2011. |
| ----- | ----- | ----- | ----- | ----- | ----- | ----- | ----- |
| 2.651 | 2.686 | 2.139 | 1.917 | 1.946 | 1.880 | 2.099 | 2.147 |